# Hildr Hrólfsdóttir
Hildr Hrólfsdóttir oder Ragnhildr Hrólfsdóttir nefju war eine norwegische Skaldin, die um 900 lebte. Sie gehört zu den wenigen weiblichen Skalden, von denen Strophen überliefert sind.

## Überlieferung
Hildr Hrólfsdóttir wird in mehreren altnordischen Sagas erwähnt. Die Orkneyinga saga gibt ihren Namen als Ragnhildr dóttir Hrólfs nefju an. Der Heimskringla und der Óláfs saga helga zufolge war sie die Tochter des Norwegers Hrólfr nefja, welcher laut der Saga skálda Haralds konúngs hárfagra in Oppland wohnte, und Ehefrau von Rǫgnvaldr Eysteinsson, des Jarls von Mœrr.
Zusammen hatten die beiden drei Söhne: Ívarr, Þórir und Hrólfr (genannt Göngu-Hrólfr). Letzterer wird in der isländischen Tradition mit Rollo identifiziert. Die Heimskringla erzählt, dass Hildr sich für ihn einsetzte, als er in einen Konflikt mit Harald Schönhaar geriet und verbannt wurde. Dazu trug sie vor dem König die folgende Lausavísa vor:

“Hafnið Nefju nafna;

nú rekið gand ór landi

horskan hǫlða barma;

hví bellið því, stillir?

Illts við ulf at ylfask

Yggs valbríkar slíkan;

muna við hilmis hjarðir

hœgr, ef renn til skógar.”

„Ihr kehrt Euch von Nefjas Namensvetter (= Hrólfr) ab; nun treibt Ihr den Wolf aus dem Land; warum riskiert Ihr das, Herrscher? Es ist schlecht, sich wölfisch gegenüber einem solchen Wolf zu verhalten, Yggr (= Odin) der Planke der Gefallenen (= Schild; die gesamte Kenning bedeutet Krieger); er wird nicht sanft zu den Herden des Fürsten sein, wenn er zum Wald läuft (= geächtet wird).“

Diese Strophe ist in der Haralds saga hárfagra und der Ólafs saga helga überliefert. Metrum und Ton ähneln der Dichtung von Torf-Einarr, dem jüngsten Sohn von Rǫgnvaldr mit einer Konkubine, der möglicherweise bei Hildr aufwuchs und von ihr lernte.